# Paganesimo secolare
Il paganesimo secolare o paganesimo umanistico è una visione di neopaganesimo che sostiene virtù e principi associati al paganesimo antico, pur mantenendo una visione secolare del mondo. Gli approcci al paganesimo secolare variano, ma possono includere il rispetto per le creature viventi e per la Madre Terra, rifiutando al contempo la fede nelle divinità come esseri personali; i pagani secolari possono riconoscere gli dèi come metafora degli innumerevoli aspetti legati alla natura (naturalismo), arrivando a intendere la magia come una pratica puramente psicologica.

## Contesto storico
Mentre l'Europa veniva cristianizzata, i Padri della Chiesa secolarizzavano regolarmente i miti pagani attraverso l'evemerismo, una pratica con cui le divinità venivano interpretate come figure storiche successivamente venerate come dèi. Clemente Alessandrino ha riassunto questo approccio nella Cohortatio ad gentes, rivolgendosi ai pagani: "Coloro ai quali ti inchini una volta erano uomini come voi".
Il XVIII secolo produsse un considerevole corpus di opere che cercavano di "svelare" concetti del mondo antico, inclusi gli dèi pagani. Ciò ha dato vita a interpretazioni razionaliste e atee di antichi concetti mitologici, e testi antichi a volte venivano letti come se fossero stati scritti dai contemporanei dei filosofi dell'illuminismo, discutendo gli stessi argomenti dalla stessa prospettiva umanista.
L'estetica del neoclassicismo fu l'espressione artistica di ciò. Un paganesimo secolarizzato si trova in autori neoclassici e romantici quali Ugo Foscolo, Giacomo Leopardi, John Keats, Lord Byron, Percy Bysshe Shelley, Goethe, Hölderlin, Richard Wagner, nell'opera di Nietzsche e nell'estetismo di intellettuali che cercarono di recuperare il vitalismo pagano senza ricostruzionismi e spesso escludendo gli aspetti mistico-esoterici di altri autori; sulla stessa linea le riprese odierne di filosofie come la cura di sé, l'epicureismo e lo stoicismo moderno.